# Samuel Lindskog

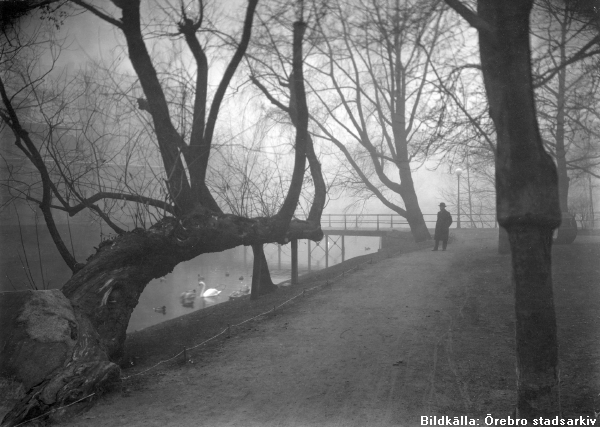
Slottsparken, Örebro, 1935

Karl Samuel (Sam) Lindskog, ursprungligen Karlsson, född 10 mars 1872 i Almby, död 14 november 1953 i Örebro, var en svensk hovfotograf  verksam i Närke.
Lindskog gick först som lärling hos fotografen Anna Hedström, som hade ateljé vid Drottninggatan i Örebro. Efter att sedan ha arbetat som kopist hos Alfred Wahller vid Stortorget, var han verksam som kopist hos hovfotografen Bernhard Hakelier under 2½ års tid. Läroåren avslutades hos Swen Swensson i Linköping. 
Från 1898 var Lindskog verksam om cyklande fotograf, med utgångspunkt från föräldrarnas hus i Almby, där han hade sitt mörkrum. Omkring 1910 öppnade han ateljé på Stortorget 12 i Örebro. Han hade också en ateljéfilial i Odensbacken 1907–1921. 1911 blev han hovfotograf. 1953 drog han sig tillbaka från fotograferandet. Cirka 35 000 av Lindskogs bilder finns bevarade på Örebro läns museum. Han ägnade sig åt porträttfotografering, landskapsfotografering och fotografering av byggnader, kyrkor och industrier.
Lindskog är begravd på Almby kyrkogård.

## Bilder av Samuel Lindskog

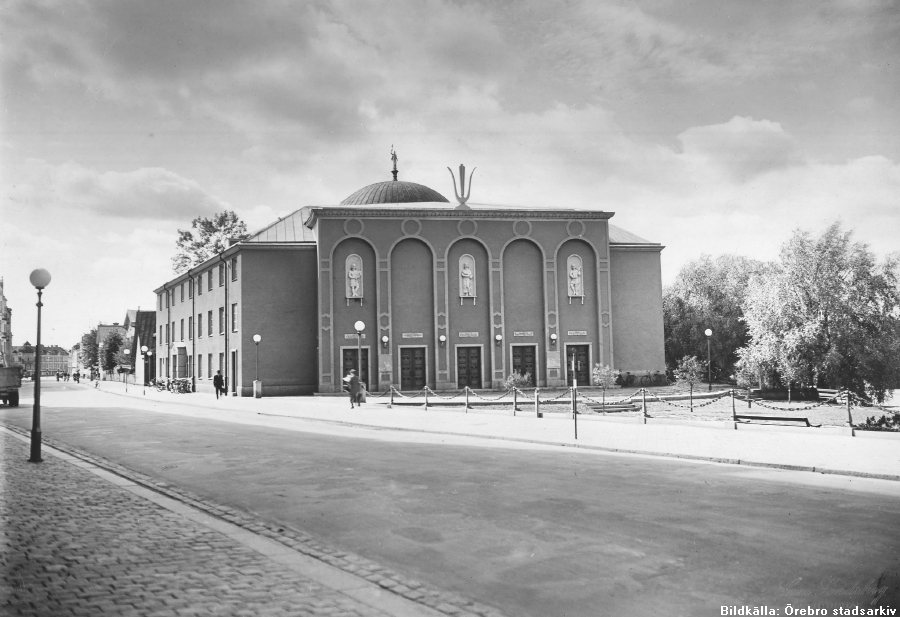
Örebro konserthus år 1940
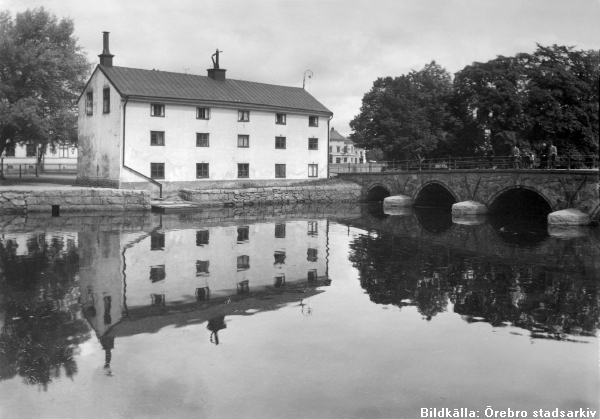
Arbetshuset år 1910
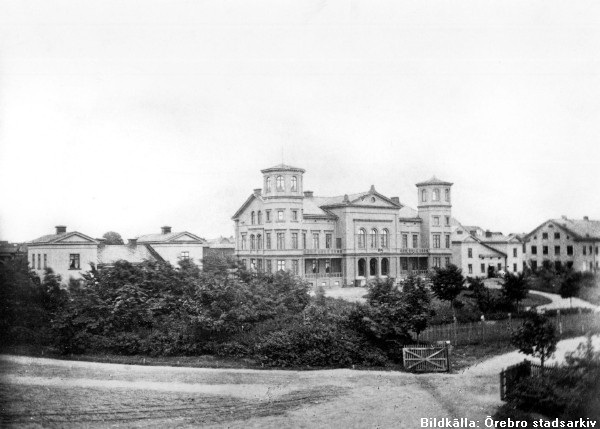
Segelbergska palatset år 1934
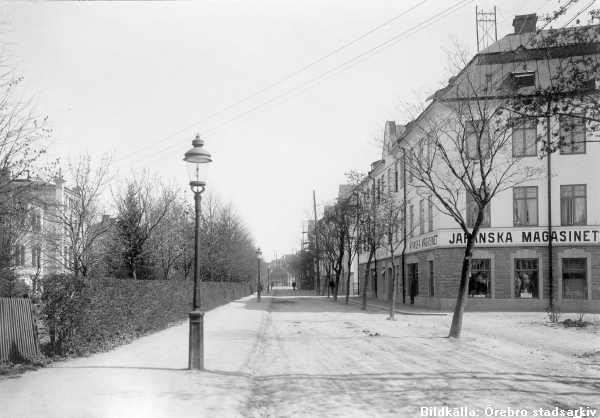
Sturegatan år 1911
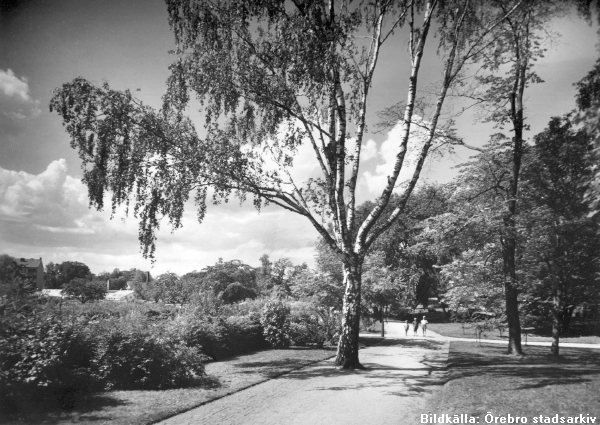
Stadsparken år 1940
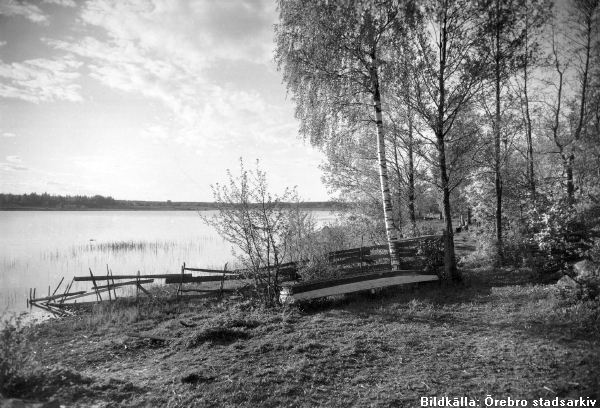
Sjön Lången vid Gottsäter år 1935
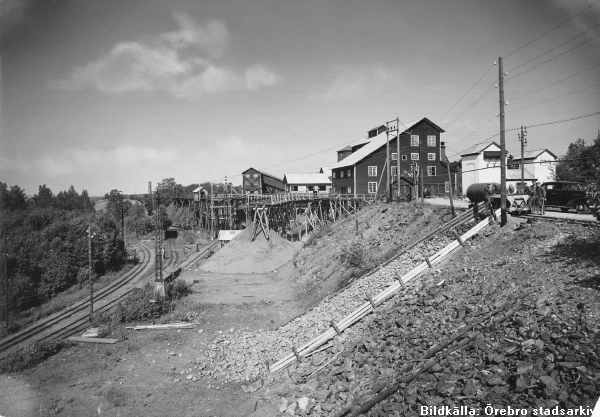
Dalkarlsbergs gruva år 1939
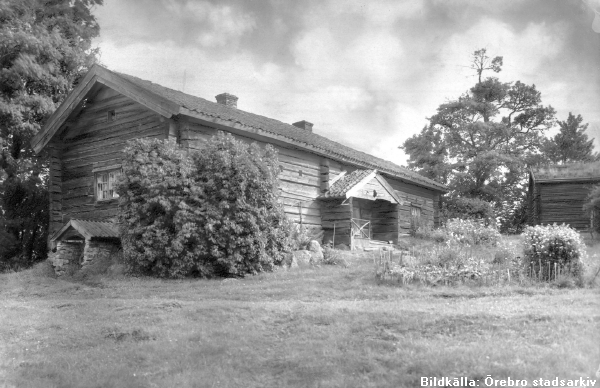
Kullängsstugan år 1929